# Hemitedania anonyma
Hemitedania anonyma är en svampdjursart som först beskrevs av Carter 1886.  Hemitedania anonyma ingår i släktet Hemitedania och familjen Tedaniidae.
Artens utbredningsområde är Sydaustralien. Inga underarter finns listade i Catalogue of Life.